# 戦車撃破章
戦車撃破章(せんしゃげきはしょう、ドイツ語: Sonderabzeichen für das Niederkämpfen von Panzerkampfwagen durch Einzelkämpfer、ドイツ語: Panzervernichtungsabzeichen)は、ナチス・ドイツの勲章。

## 概要

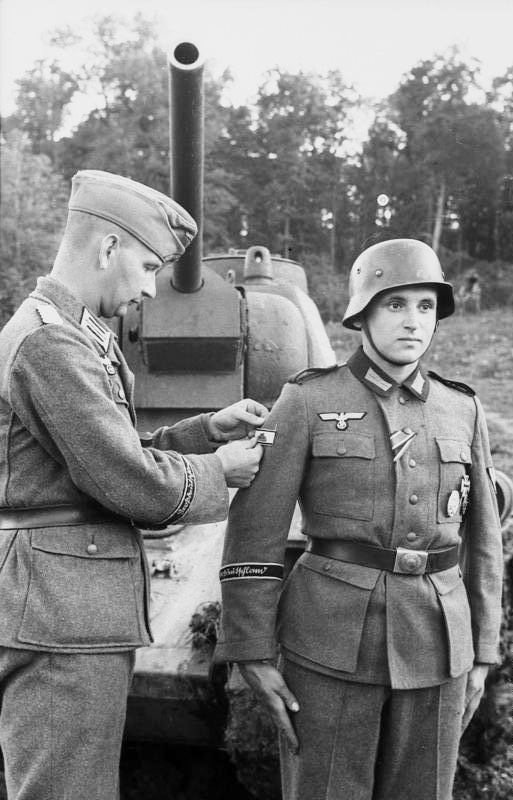
戦車撃破章を授与されるグロースドイッチュラント師団の兵士

1942年3月9日にアドルフ・ヒトラーにより制定された戦車撃破章は、擲弾など携行可能な火器を用いて戦車を撃破した者に授与された。1941年6月22日までさかのぼったバルバロッサ作戦等も授与の対象とされた。
1943年12月18日には戦車撃破章金章が制定され、5輌撃破で金章が授与されるようになった。それまでは1輌撃破ごとに銀章が与えられていたが、これを機に今までの銀章も5枚で金章1枚と交換することが可能となった。

## デザイン
製造業者によって若干の差異があるが、横88mm・縦33mmの長方形リボンの真ん中に、プレス成型された横42mm・縦18mmのIV号戦車バッジが取り付けられている。また、リボンの上下ともに2mmの箇所に幅4mmの線が横に走っている。リボンの裏側には2本ないし3本のピンがあり、これらを上衣の右上腕部に突き通し、裏側から留め具で固定することで佩用した。

## 著名な受章者

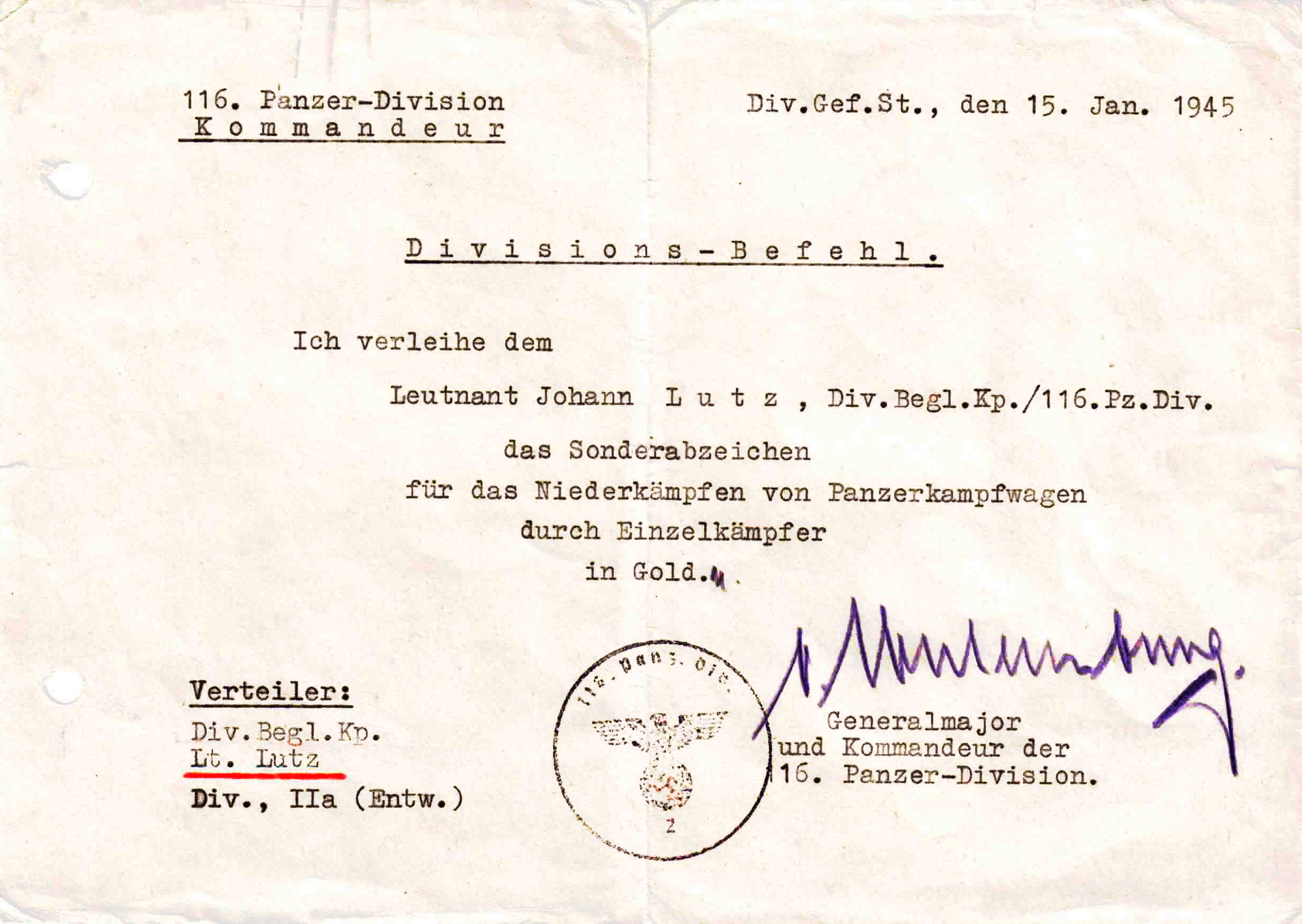
ヨハン・ルッツ（本項リストではヨハネス・ルッツと表記）少尉に戦車撃破章金章を授与する旨を記した第116装甲師団長の命令書

| 名前                                         | 写真 | 撃破数 | 備考                                                   |
| -------------------------------------------- | ---- | ------ | ------------------------------------------------------ |
| ギュンター・フィーツェン                     |      | 21     |                                                        |
| フリードリヒ・アンディング                   |      | 18     |                                                        |
| ハインツ・ヘウアー                           |      | 13     | すべてベルリンの戦いの最中に撃破                       |
| アドルフ・パイヒル                           |      | 11     |                                                        |
| ウジェーヌ・ヴォロ                           |      | 10     | フランス人初の騎士鉄十字章受章者                       |
| ヨハネス＝マティアス・ヘーンシャイト         |      | 7      |                                                        |
| ヘルマン・ドロップマン                       |      | 5      |                                                        |
| ペーター・キースゲン                         |      | 5      |                                                        |
| ミヒャエル・ペシンガー                       |      | 5      |                                                        |
| ヨハネス・ルッツ                             |      | 5      | ヒュルトゲンの森の戦いの際、1日でアメリカ戦車を5輌撃破 |
| ボード・シュプランツ                         |      | 4      |                                                        |
| ヨーゼフ・ベックマン                         |      | 4      |                                                        |
| ハインリヒ・アーレンス                       |      | 4      |                                                        |
| ハンス＝ゲオルク・ボルク                     |      | 4      |                                                        |
| ヴァルター・クーン                           |      | 4      | 20分間で4輌のソ連戦車を破壊                            |
| フランツ・ベーケ                             |      | 3      |                                                        |
| ハンス・ドア                                 |      | 2      |                                                        |
| ジルヴェスター・シュタッドラー               |      | 2      |                                                        |
| マックス・レック                             |      | 2      |                                                        |
| ギュンター＝エーベルハルト・ヴィスリツェニー |      | 2      |                                                        |
| カール・アウエル                             |      | 1      |                                                        |
| エルンスト＝ギュンター・バーデ               |      | 1      |                                                        |
| ルドルフ・デメ                               |      | 1      |                                                        |
| ハインツ＝ゲオルク・レム                     |      | 1      |                                                        |
| ヴェルナー・ママート                         |      | 1      |                                                        |
| ヨアヒム・パイパー                           |      | 1      |                                                        |
| テオドール・トルスドルフ                     |      | 1      |                                                        |